# Druckerballen

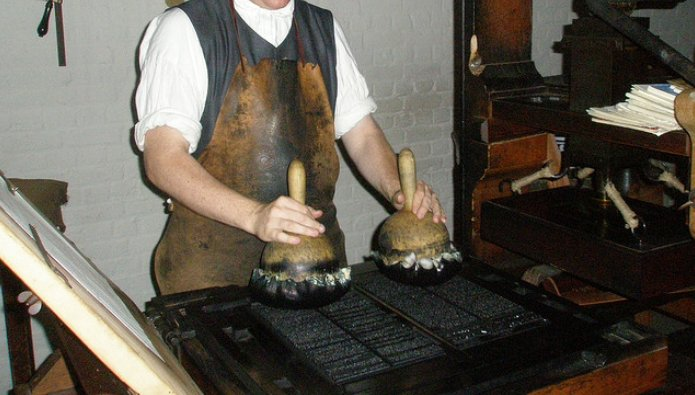
Arbeit mit zwei Druckerballen

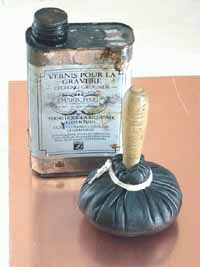
Druckerballen

Als Druckerballen bezeichnet man das Werkzeug eines Druckers, um die Druckform einzufärben. In der Regel wurden zwei Ballen zusammen genutzt. 
Die Druckerballen bestanden aus einem hölzernen Griff und dem Ballholz aus Linde, Erle oder Ahorn, einem leichten und zähen Holz. Das Ballholz in Form einer schüsselförmigen Scheibe war mit Wolle oder Rosshaar gefüllt und mit Schafs-, Kalbs- oder Hundeleder überzogen.

## Verwendung
„Der Geselle bzw. Ballenmeister hielt je einen in jeder Hand und nahm mit kreisenden Bewegungen Farbe vom Farbtisch mit ihnen auf, anschließend wurden beide Ballen gegeneinander gerieben, um eine gleichmäßige Farbverteilung zu gewährleisten. Dann wurden beide Ballen, wiederum mit gleichmäßigen kreisenden Bewegungen über die Form geführt, wobei die Farbe nur die Oberfläche des Satzes erreichen durfte, ohne ihn zu verschmieren.“